# عوزي أورنان
عوزي أورنان (بالعبرية: עוזי אורנן) بروفيسور لغويات وناشط إسرائيلي. اشتهر بخوضه نضالاً عنيدًا لفصل الدين عن الدولة في إسرائيل (العلمانية) منذ سنوات وقد أقام لهذا الغرض جمعية «أنا إسرائيلي». ولد في القدس عام 1923، وحارب في صفوف منظمة الـ«ايتسل» ونُفي عام 1944 إلى إريتريا وعندما عاد عام 1948 وتسجل في السجل السكاني الإسرائيلي، أصر أن لا يسجل يهودي في بند القومية، حيث كتب في بند الديانة أن «لا ديانة» له وفي بند القومية أنه عبري وحينها قبلت وزارة الداخلية ذلك دون تساؤلات.

## محاولة تغيير القومية في إسرائيل من يهودي إلى إسرائيلي
يُدوَّن في السجل السكاني لكافة الإسرائيلين أن هويتهم يهودية وليس تإسرائيلية. لذلك حاول عوزي أورنان ومجموعته النشطة تغيير ذلك عن طريق القانون فقدمو التماساً للمحكمة العليا الإسرائيلية سنة 2013، لكنها رفصت ذلك. وحينها، طلب مجموعة من الإسرائيليين الإعلان عنهم كأبناء «القومية إسرائيلية» وتمكينهم من تغيير بند القومية الخاص بهم في السجل السكاني من يهودي إلى إسرائيلي. ورغم أن القضاة أشاروا إلى أن المحكمة ليست المكان المناسب لبحث هذه القضية، إلا أنهم قرروا بأن الموضوع قابل للبت القضائي، وسوغت المحكمة رد الالتماس بعدم إثبات وجود قومية إسرائيلية وهو المسوغ الذي استعملته قبل أربعين سنة عندما رفضت التماسا مشابها.
وكانت المحكمة المركزية في القدس قد رفضت يوم الأربعاء 2 أكتوبؤ 2013، التماس المجموعة المذكورة عام 2008، الأمر الذي اضطرهم للاستئناف في المحكمة العليا التي ردت طلبهم أيضا. كتب قاضي المحكمة العليا في قراره أن الأحاسيس ووجهات النظر الخاصة ليست هي المهمة في تحديد القومية، بل البنود القانونية والتعريفات المُتفق عليها. لكنه استدرك أنه قد تتولد حاجة في المستقبل لتغييرات قانونية معينة، يسمح في إطارها بالاعتراف بما أسماه قومية محلية قد تنشأ مع تتالي السنين.
صحيفة هاآرتس أشارت إلى أن الملتمس الرئيسي في القضية هو عوزي أورنان، الذي يخوض نضالاً عنيداً لفصل الدين عن الدولة منذ سنوات وقد أقام لهذا الغرض جمعية «أنا إسرائيلي».
منذ عام 2000 توجه أرنان إلى وزارة الداخلية وطلب نقل قوميته من يهود إلى إسرائيلي، إلا أن طلبه رفض، ورُدَّت الإجراءات القانونية الكثيرة التي قام بها. في عام 2003 بدأ صراعه القضائي لتغيير بند القومية من يهودي إلى إسرائيلي، حيث تقدم في البداية مع آخرين بالتماس إلى المحكمة العليا جرى شطبه بتوصية القضاة. وفي عام 2007 تقدم بالتماس جديد، هذه المرة برفقة مجموعة ضمت داعية السلام المعروف أوري أفنيري، والوزيرة شولاميت ألوني، والأستاذين الجامعيين إيتمار بن زوهر ويوسف أغاسي، ويهوشوع سوبول وعادل قعدان وغيره من الذين غير مسجلين يهوداً في بند القومية.
قرر القاضي أن القضية تحمل طابعاً جماهيرياً، أيديولوجياً، اجتماعياً، تاريخياً سياسياً ولكن ليس قانونياً. وطلب أورنان من المحكمة أن تعترف بتبلور قومية جديدة في دولة إسرائيل يشترك فيها كل مواطنيها ومقيميها ألا وهي القومية الإسرائيلية. كتب القاضي الذي اعتبر هذا السؤال سؤالاً سياسياً قومياً اجتماعياً مكانه ليس المحكمة ويجب حسمه تشريعياً. من جهتهم ادعى الملتمسون في استئنافهم للمحكمة العليا أن القومية الإسرائيلية وجدت مع قيام دولة إسرائيل ونفيها مثله مثل نفي وجود دولة إسرائيل كدولة سيادية ديمقراطية، مؤكدين أن القضية هي قضية قانونية وأن المحكمة لا يمكنها التنصل من البت بها، بينما ادعى المستشار القضائي للحكومة ووزارة الداخلية أن القضية ليست قضية قانونية.
العليا في رفضها للالتماس أكدت عدم وجود أدلة تدعم وجود قومية إسرائيلية توحد القوميات المختلفة في الدولة وعدم الخلط بين الجنسية وبين القومية وأكدت أن هذا الوضع ما زال قائماً حتى تاريخه، مشيرة إلى أن القرار لا ينتقص من نضال الملتمسين المبدأي ووجهات نظرهم الشخصية ومن النقاش الجماهيري الذي سيبقى دائراً حول الموضوع.
وعقب أورنان على القرار قائلاً: إن الإجماع السلطوي الإسرائيلي يتجاهل القومية الإسرائيلية التي وجدت مع الإعلان عن دولة إسرائيل، وهو إجماع يسمح للأغلبية اليهودية بالسيطرة على البلاد والعمل لصالح مواطني إسرائيل، بل لصالح الأغلبية السياسية السائدة بين اليهود، أغلبية تسعى إلى استخدام موارد البلاد لصالح اليهود وتعمل كل ما بوسعها لمنع إقامة مساواة في الحقوق المدنية والاجتماعية. وأضاف أن القرار يخدم الأوساط «القومجية» الموجودة في الحكم، التي أعلنت عن دولة إسرائيل دولةً قومية يهودية، متجاهلة أن اليهود في مختلف أنحاء العالم هم مواطنون مخلصون للدول التي يسكنون فيها.